# Dênis Casemiro
Dênis Casemiro (Votuporanga, 9 de dezembro de 1942 — São Paulo, 18 de maio de 1971) foi militante político de uma dissidência do PCdoB — a Ala Vermelha — e, posteriomente, da Vanguarda Popular Revolucionária. Filho do também militante Antônio Casemiro Sobrinho e irmão de Dimas Antônio Casemiro, dirigente do Movimento Revolucionário Tiradentes e morto em 19 de abril de 1971.
É um dos casos investigados pela Comissão da Verdade, que apura mortes e desaparecimentos na ditadura militar brasileira. 

## Biografia
Até o ano de 1967, Dênis era trabalhador rural e frequentava assiduamente o Sindicato dos Lavradores de Votuporanga, fechado após o golpe de 1964. A partir do acontecimento e buscando uma melhoria nas condições de vida, mudou-se para São Bernardo do Campo a fim de trabalhar na Volkswagen. Foi nesta ocasião que conheceu Devanir José de Carvalho, outro militante assassinado pela repressão política. 
Algum tempo depois mudou-se novamente, desta vez para o Pará com a intenção de desenvolver um trabalho político clandestino na zona rural. Foi próximo a cidade de Imperatriz (Maranhão) que, no final de abril de 1971, foi localizado e preso pelo delegado Sérgio Fleury. Trazido para o DOPS/SP, permaneceu preso por quase um mês sob constantes torturas.

## Morte
Testemunhas contam que, quando transportado dentro do DOPS/SP, Dênis sempre tinha sua cabeça encoberta por um capuz para não ser identificado pelos outros presos. Certa vez, seu conterrâneo Waldemar Andreu chegou a conversar com Casemiro por alguns minutos. Ele estava confiante de que a retirada do capuz significava que ele estava fora de risco, no entanto foi fuzilado em 18 de maio de 1971 pelo delegado Sérgio Fleury.
Na versão do relatório encontrado nos arquivos do DOPS/SP, o delegado Fleury reporta que voltava do Rio de Janeiro transportando Casemiro, quando, nas imediações da cidade de  Taubaté (SP), o preso declarou que em Ubatuba (SP) havia um campo de treinamento da VPR. O rumo da viagem foi alterado, então, para que fosse indicado exatamente o local da área de treinamento na cidade litorânea.
Em certo ponto da viagem, quando começaram a descer a serra, Dênis teria dito que precisava fazer necessidades fisiológicas e Fleury autorizou que a viatura parasse. O relatório conta que, de repente, quando abaixava as calças, o preso tomou a arma de um policial. Instantaneamente a outra autoridade alvejou Dênis que, mesmo ferido, conseguiu fugir, embrenhando-se no matagal à beira da estrada. Uma busca foi realizada no precipício e alguns disparos foram feitos, mas sem sucesso. 
O delegado rumou a Ubatuba a fim de deixar as autoridades da cidade sobreavisadas do fugitivo. Foi localizado na manhã seguinte, na Santa Casa local, onde teria dado entrada com sua identidade verdadeira e contado uma história diferente da que ocorrera e da que consta no relatório. Fleury mandou que seus agentes o buscassem, porém, no caminho, eles encontraram casualmente com a viatura que transportava Dênis para receber atendimento médico especializado no Hospital das Clínicas, na capital. Os agentes, então, receberam o preso e seguiram a caminho do Hospital. No entanto, Dênis não resistiu aos ferimentos e morreu no traslado, sendo encaminhado ao necrotério do Instituto de Polícia Técnica.
O laudo necroscópico confirmou a versão do delegado Fleury e limitou-se a descrever o trajeto das balas que o mataram, jamais fazendo referência aos sinais de tortura. Porém, algo que deixa claro que esta versão é fantasiosa é o fato de que Dênis sofreu ferimentos com perfuração do pulmão, fígado, estômago e vasos peritoniais e, mesmo assim, conseguiu deslocar-se com vida até o hospital. Um outro fato é a descrição de tiros na mão que, em geral, indicam um gesto de defesa da vítima em casos de execução.

## Exumação e identificação
Enterrado como indigente no Cemitério de Perus, em São Paulo, teve seus dados pessoais alterados para dificultar sua identificação. Morreu aos 28 anos, porém no livro de registro de sepultamento do cemitério ele teria 40 e seus demais dados foram ignorados. A repressão política o matou e tentou esconder seu cadáver, não comunicando oficialmente sua morte. Logo, os movimentos de oposição à ditadura passaram a considerá-lo um desaparecido político.
Em artigo publicado no jornal Diário Popular, no dia 10 de julho de 1991, em São Paulo,  consta que a equipe chefiada pelo legista Fortunato Badan Palhares, da Universidade de Campinas (UNICAMP), identificou algumas das 1.049 ossadas enterradas numa vala comum clandestina no Cemitério de Perus. Dentre elas, a de Dênis Casemiro. Os profissionais responsáveis pela exumação dos restos mortais de Dênis alegaram que o depoimento dos familiares do rapaz foram de extrema importância para a identificação, uma vez que no laudo necroscópico da época não constavam as lesões decorrentes de tortura.
Em 16 de abril de 2025, a Comissão Especial sobre Mortos e Desaparecidos Políticos oficialmente anunciou em coletiva de imprensa na Universidade Federal de São Paulo que os restos mortais na vala clandestina de Perus foram identificados como Denis Casemiro e Grenaldo de Jesus Silva, vítimas da ditadura.

## Homenagens
Em missa realizada na Catedral da Sé, Dênis recebeu homenagens juntamente com outros mortos políticos identificados na vala do Cemitério de Perus. Em seguida, no dia 13 de agosto de 1991 seus restos mortais foram transportados para sua cidade natal.
No dia 14 de agosto de 1991 a ossada de Dênis Casemiro foi sepultada em Votuporanga (SP), 20 anos após a sua morte. O presidente da Câmara Municipal suspendeu os trabalhos daquele dia, permitindo que os ossos do militante fossem visitados publicamente nas dependências da Câmera, onde foi velado. Houve também missa na Igreja Matriz e, em seguida, foi dignamente sepultado. 
Além disso, em 2017, três cemitérios de São Paulo ganharam placas para homenagear as vítimas da Ditadura Militar que foram sepultadas nos cemitérios municipais da cidade entre os anos de 1969 e 1979. Além dos nomes nas placas, houve também o plantio de árvores de Ipês nesses lugares. 
O primeiro a receber a homenagem foi o Cemitério Dom Bosco, seguido do de Campo Grande e, por fim, o de Vila Formosa. O projeto, que contemplou o nome de Dênis Casemiro, foi uma parceria entre três secretarias: a de Direitos Humanos e Cidadania (SMDHC), a do Verde e Meio Ambiente (SVMA) e a do Serviço Funerário do Município de São Paulo (SFMSP).